# Richard Williams (Journalist)
Richard Merchant Williams (* 13. März 1947 in Sheffield) ist ein britischer Sport- und Musikjournalist (insbesondere im Bereich von Rockmusik und Jazz) sowie Musikproduzent.

## Leben
Williams wuchs in Nottinghamshire auf, war Schulabbrecher und Lokaljournalist mit einer Jugend-Kolumne, die aus der lokalen Clubszene berichtete und in Bezug auf Musikauswahl relativ freie Hand hatte. Er arbeitete 1969 bis 1973 für das damals führende, wöchentlich erscheinende britische Musikmagazin Melody Maker, wo er stellvertretender Chefredakteur wurde und Ende der 1960er Jahre für Beiträge über progressive Rockmusik (wie The Velvet Underground) bekannt war, aber auch über Jazz schrieb. 1971 war er erster Moderator der Rocksendung The Old Grey Whistle Test auf BBC 2 (bald darauf auch ihr Produzent). Von 1973 bis 1976 war er künstlerischer Leiter (Artists and Repertoire) beim Label Island Records, wo er unter anderem Pete Wingfield, Bryn Haworth und John Cale produzierte. Er war von 1976 bis 1978 Herausgeber (Editor) bei Time Out und 1978 bis 1980 wieder bei Melody Maker als Herausgeber. Außerdem schrieb er von 1970 bis 1989 für die Times, wo er im Bereich Rockmusik und Pop ein Pionier war, aber auch über Jazz schrieb, für Streetlife und Let it Rock. Er wurde Features Editor für The Sunday Times und Editor des Sunday Review des Independent on Sunday. In den 1980er Jahren wandte er sich schwerpunktmäßig dem Sportjournalismus zu, ohne seine Beschäftigung mit Musik aufzugeben. Zuletzt war er Chief Sports Writer bei The Independent und danach in gleicher Funktion für den Guardian.
Er ist Autor von Biographien über Miles Davis (und über Kind of Blue und seinen Einfluss auf den progressiven Rock), Phil Spector und Bob Dylan und Herausgeber eines Buches über George Best. Als Sportjournalist berichtete er über viele Bereiche wie Fußball, Cricket, Golf und Formel 1, über die er mehrere Bücher schrieb.
2014 wurde er überraschend als Nachfolger von Bert Noglik als künstlerischer Leiter des Berliner Jazzfestes 2015 gewählt.

## Schriften
Bücher über Musik
- Long Distance Call: Writings on Music, Aurum Press 2000, ISBN 1-85410-681-3
- Bob Dylan: A Man Called Alias, Henry Holt 1992
- The Blue Moment: Miles Davis’s Kind of Blue and the Remaking of Modern Music, W. W. Norton 2010
- Miles Davis: The Man in the Green Shirt, Henry Holt and Company 1993, ISBN 0-8050-2704-1
- Phil Spector: Out of His Head, Omnibus Press 2009

Bücher über Sport
- Herausgeber: George Best: A life in the News, Aurum Press 2000
- The Death of Ayrton Senna, 1999, Penguin 2012, ISBN 0-241-95012-0
- Racers, Viking 1997, ISBN 0-670-87225-3 (über die Formel 1 Saison 1996)
- Enzo Ferrari: A Life, Vintage 2002
- The Last Road Race, Phoenix 2013 (über den Grand Prix von Pescara 1957)